# Kindamba (district)
Le district de Kindamba est un district du département du Pool en République du Congo. Il est localisé au sud et a pour capitale Kindamba.